# گزیوز
گزیوز، روستایی از توابع بخش محمله شهرستان خنج در استان فارس ایران است.

## جمعیت
این روستا در دهستان باغان قرار دارد و بر اساس سرشماری مرکز آمار ایران در سال ۱۳۸۵، جمعیت آن ۱۲۱ نفر (۲۵ خانوار) بوده‌است.